# Liste der Biografien/Jona
Liste der Biografien |
Portal Biografien |
Personensuche
# |
A |
B |
C |
D |
E |
F |
G |
H |
I |
J |
K |
L |
M |
N |
O |
P |
Q |
R |
S |
T |
U |
V |
W |
X |
Y |
Z |
?
 
Ja |
Jb |
Jd |
Je |
Jh |
Ji |
Jj |
Jl |
Jn |
Jm |
Jo |
Jp |
Jr |
Js |
Jt |
Ju |
Jv |
Jw |
Jy
 
Joa–Jog |
Joh |
Joi–Jom |
Jon |
Joo |
Jop |
Jor |
Jos |
Jot |
Jou |
Jov |
Jow |
Jox |
Joy |
Joz
 
Jona |
Jonc |
Jond |
Jone |
Jong |
Joni |
Jonj |
Jonk |
Jonl |
Jonn |
Jono |
Jonq |
Jons |
Jont |
Jonu |
Jonx |
Jony |
Jonz
Die Liste der Biografien führt alle Personen auf, die in der deutschsprachigen Wikipedia einen Artikel haben. Dieses ist eine Teilliste mit 151 Einträgen von Personen, deren Namen mit den Buchstaben „Jona“ beginnt.

## Jona
- Jona, jüdischer Gelehrter (Amoräer)
- Jóna Margrét Ragnarsdóttir (* 1983), isländische Handballspielerin
- Jona, Giuseppe (1866–1943), italienischer Mediziner und Vorstand der jüdischen Gemeinde Venedig
- Jona-Lasinio, Giovanni (* 1932), italienischer theoretischer Physiker

### Jonae
- Jonae, Friedrich († 1753), preußischer Oberstleutnant und Chef der schlesischen Artillerie

### Jonah
- Jonah, Akim-Jamal (* 1998), deutscher Basketballspieler

### Jonai
- Jonaitis, Liudas (* 1954), litauischer Politiker, Mitglied des Seimas
- Jonaitis, Rimas Stanislovas (* 1943), litauischer Politiker, Vizeminister

### Jonak
- Jonak von Freyenwald, Hans (1878–1953), österreichischer antisemitischer Publizist
- Jonak, Gustav (1903–1985), deutscher SS-Obersturmbannführer, Referatsleiter im Reichssicherheitshauptamt
- Jonak, Tanja (* 1970), deutsche Schlagersängerin

### Jonan
- Jonang Chogle Namgyel (1306–1386), buddhistischer Geistlicher, Linienhalter der Jonangpa-Kalachakra-Übertragungslinie

### Jonar
- Jonary, Aurélie (* 1969), madagassische Hürdenläuferin

### Jonas
- Jonas († 1461), Metropolit von Moskau
- Jonas, Kaiser von Äthiopien
- Jónas Árnason (1923–1998), isländischer Politiker und Schriftsteller
- Jónas Breki Magnússon (* 1980), isländischer Eishockeyspieler
- Jónas frá Hriflu (1885–1968), isländischer Lehrer, Journalist, Autor und Politiker
- Jónas Halldórsson (1914–2005), isländischer Wasserballspieler
- Jónas Hallgrímsson (1807–1845), isländischer Poet und Naturwissenschaftler
- Jónas Jónasson (1856–1918), isländischer Volkskundler, Schriftsteller, Pfarrer
- Jonas K. († 2017), deutscher Soldat
- Jónas Þórarinn Ásgeirsson (1920–1996), isländischer Skispringer und Nordischer Kombinierer
- Jonas von Bobbio, Mönch und Hagiograph
- Jonás, Alberto (1868–1943), spanischer Pianist
- Jonas, Alberto (1889–1942), deutscher Schuldirektor
- Jonas, Alfred (1903–1959), deutscher Politiker (NSDAP), MdR
- Jonas, Anja (* 1973), deutsche Politikerin (FDP), MdL Sachsen
- Jonas, Anna (1944–2013), deutsche Schriftstellerin
- Jonas, Benjamin (* 1990), deutscher Leichtathlet
- Jonas, Benjamin F. (1834–1911), US-amerikanischer Politiker
- Jonas, Bertold (1922–2011), deutscher Sportpsychologe und Hochschullehrer
- Jonas, Bruno (* 1952), deutscher Kabarettist und AutorBruno Jonas (* 1952)

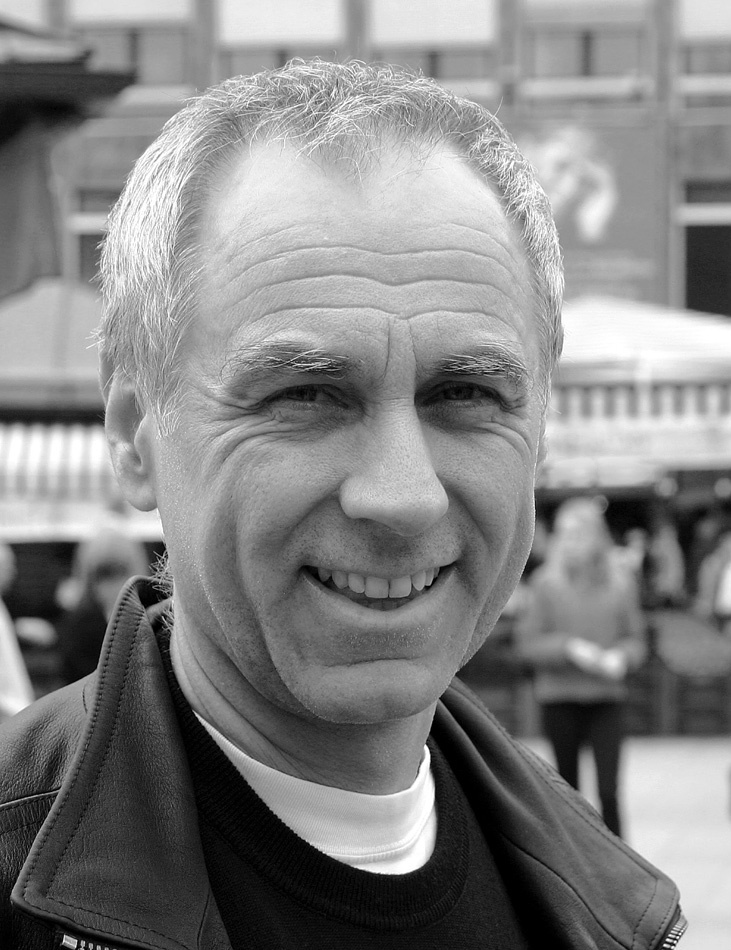
Bruno Jonas (* 1952)

- Jonas, Carsten (* 1941), deutscher Architekt und Stadtplaner
- Jonas, Charles (1840–1896), böhmisch-amerikanischer Politiker
- Jonas, Charles A. (1876–1955), US-amerikanischer Jurist und Politiker
- Jonas, Charles R. (1904–1988), US-amerikanischer Politiker
- Jonas, Chris (* 1966), US-amerikanischer Jazzmusiker und Komponist
- Jonas, Christoph († 1582), deutscher Rechtswissenschaftler und preußischer Politiker
- Jonas, Dean (* 1961), antiguanischer Politiker
- Jonas, Diethelm (* 1953), deutscher Oboist, Oboendozent und Hochschullehrer
- Jonas, Dusty (* 1986), US-amerikanischer Hochspringer
- Jonas, Edgar A. (1885–1965), US-amerikanischer Politiker
- Jonas, Ellen (* 1968), deutsche Tänzerin
- Jonas, Émile (1827–1905), französischer Komponist und Kantor
- Jonas, Erasmus (1929–1986), deutscher Schriftsteller und Historiker
- Jonas, Eugen (* 1928), tschechoslowakischer Psychiater, Gynäkologe und Astrologe
- Jonas, Fran (* 2004), neuseeländische Cricketspielerin
- Jonas, Frankie (* 2000), US-amerikanischer Schauspieler und Synchronsprecher
- Jonas, Franz (1899–1974), österreichischer Politiker (SPÖ), Wiener Bürgermeister, österreichischer Bundespräsident, Mitglied des Bundesrates
- Jonas, Friedrich (1899–1964), deutscher Heimatforscher, Botaniker und Lehrer
- Jonas, Friedrich (1926–1968), deutscher Soziologe
- Jonas, Fritz (1845–1920), deutscher Gymnasiallehrer und Literaturhistoriker
- Jonas, Genja (1895–1938), deutsche Fotografin
- Jonas, Hans (1903–1993), deutsch-amerikanischer PhilosophHans Jonas (1903–1993)

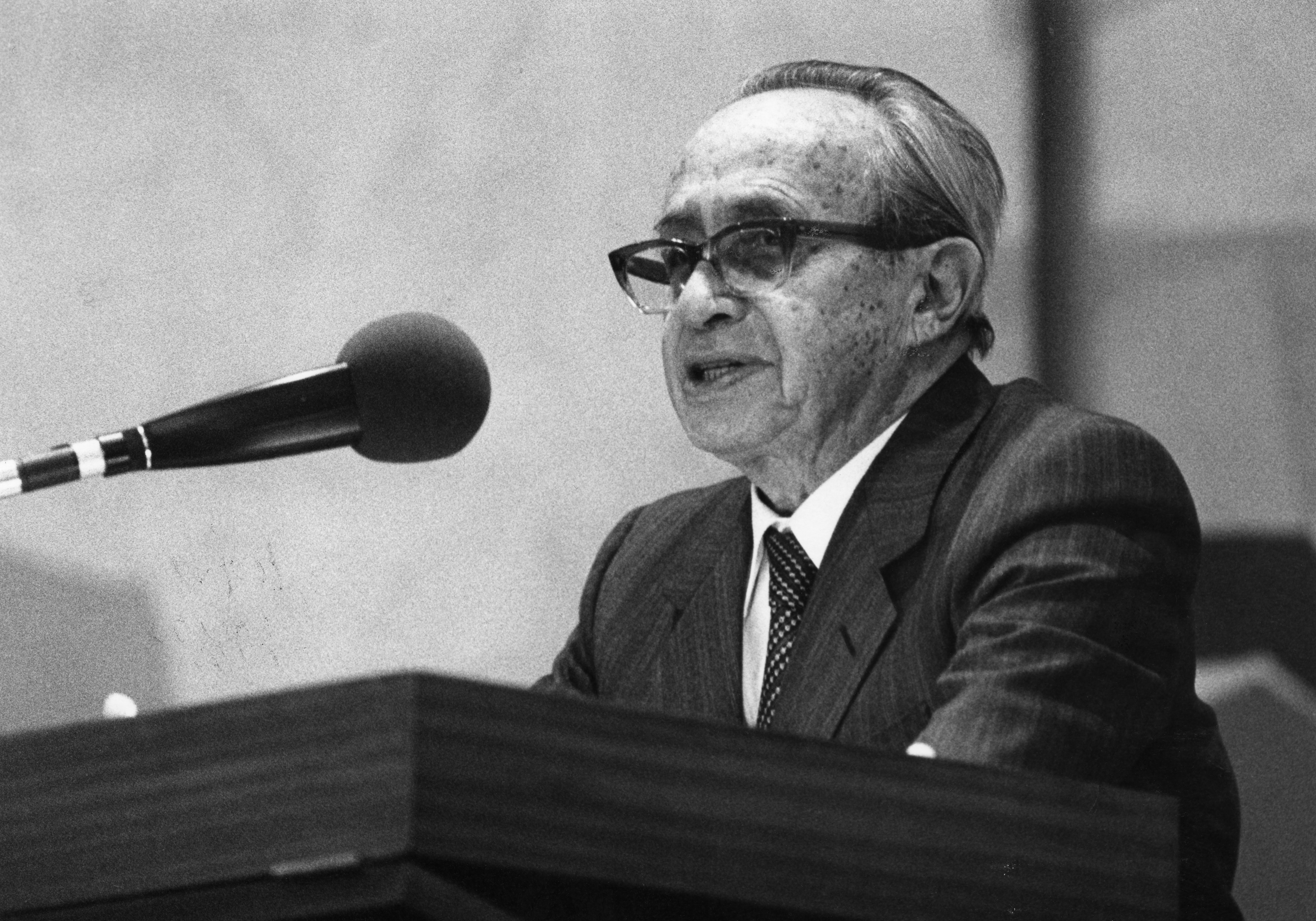
Hans Jonas (1903–1993)

- Jonas, Helmut (* 1924), deutscher Fußballspieler und -trainer
- Jonas, Herbert (* 1988), österreichischer Handballspieler
- Jonas, Hester († 1635), Hexe von Neuss
- Jonas, Horst (1914–1967), deutscher Politiker (KPD/SED)
- Jonas, Ilse (1884–1922), deutsche Malerin
- Jonas, Ilse (1900–1997), deutsche evangelische Pastorin
- Jonas, Jakob von († 1558), deutscher Philologe, Rechtswissenschaftler, Politiker und Diplomat
- Jonas, Joan (* 1936), US-amerikanische Video- und Performance-Künstlerin
- Jonas, Joe (* 1989), US-amerikanischer Schauspieler und PopsängerJoe Jonas (* 1989)

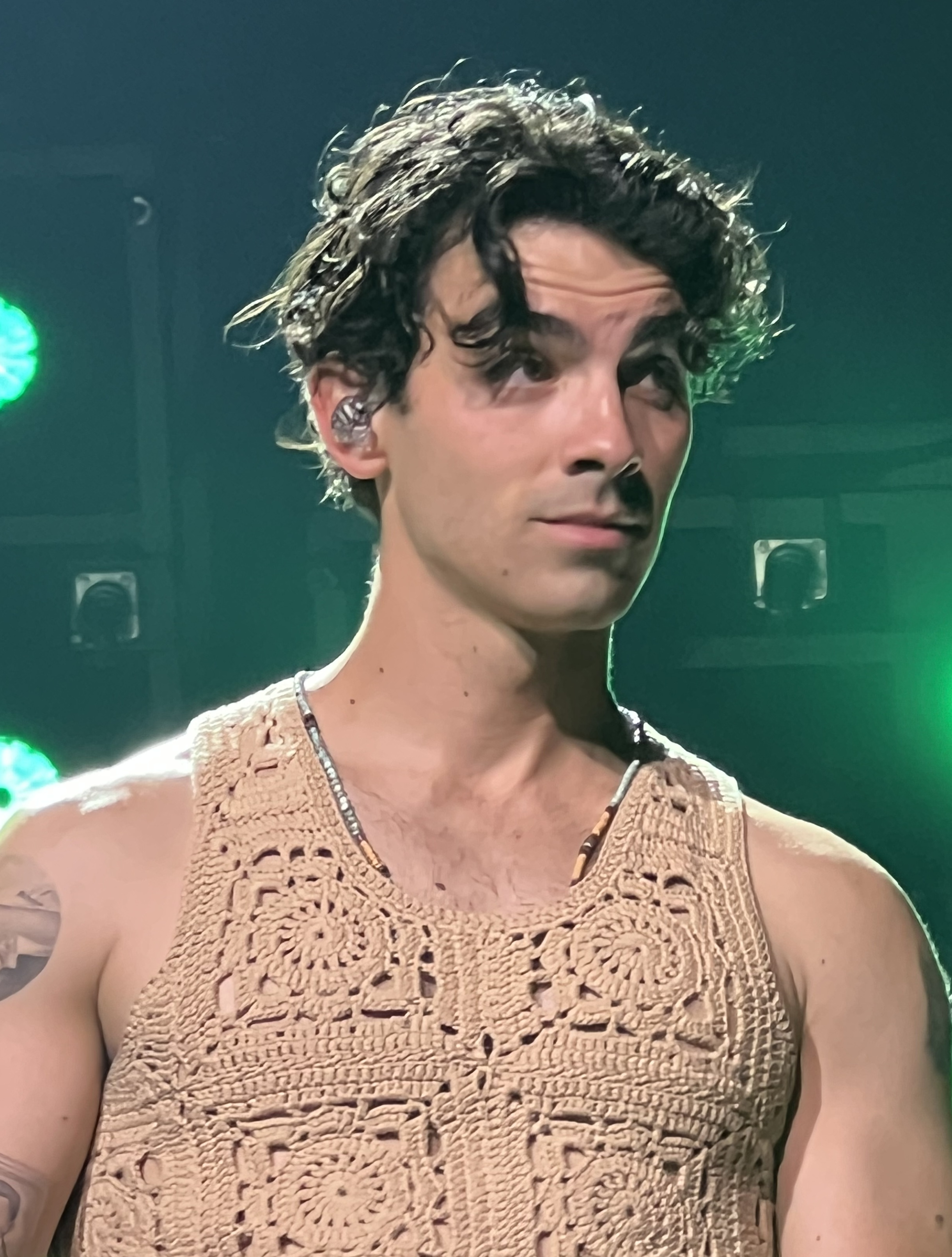
Joe Jonas (* 1989)

- Jonas, Joseph (1845–1921), deutschstämmiger Fabrikant in Sheffield
- Jonas, Jost B. (* 1958), deutscher Augenarzt und Hochschullehrer
- Jonas, Justus der Ältere (1493–1555), deutscher Reformator
- Jonas, Justus der Jüngere (1525–1567), Jurist und Diplomat
- Jonas, Karl (1886–1962), deutscher Chemiker und Hochschullehrer für Cellulosechemie
- Jonas, Karl-Heinz (* 1956), deutscher Fußballspieler
- Jonas, Kevin (* 1987), US-amerikanischer Musiker und Schauspieler
- Jonas, Klaus W. (1920–2016), deutscher Germanist, Bibliograph und Sammler
- Jonas, Klaus-Werner (* 1954), deutscher Politiker (SPD), MdB
- Jonas, Lucien (1880–1947), französischer Maler, Zeichner und Lithograf
- Jonas, Ludger (* 1957), deutscher römisch-katholischer Pfarrer und Domkapitular
- Jonas, Ludwig (1797–1859), deutscher evangelischer Theologe
- Jonas, Ludwig (1887–1942), deutscher Impressionist
- Jonas, Margarete (1898–1976), österreichische First Lady
- Jonas, Margarethe (1783–1858), deutsche Bildstickerin und Malerin
- Jonas, Maria (1940–2018), österreichische Feministin
- Jonas, Maria (1957–2024), deutsche Mezzosopranistin
- Jonas, Marie-Anna (1893–1944), deutsche Ärztin
- Jonas, Martin (1884–1945), Senatspräsident beim Reichsgericht
- Jonas, Mathias (* 1961), deutscher Hydrograph
- Jonas, Michael (* 1974), deutscher Historiker
- Jonas, Natasha (* 1984), britische Boxerin
- Jonas, Nick (* 1992), US-amerikanischer PopsängerNick Jonas (* 1992)

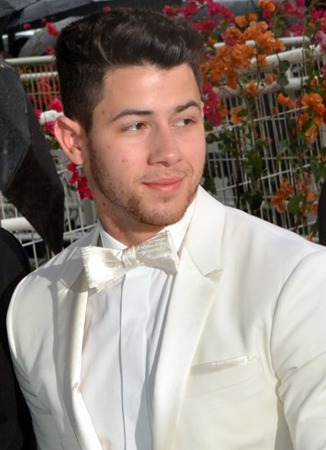
Nick Jonas (* 1992)

- Jonas, Niels (* 1943), deutscher Jurist, Politikberater, Chef der Staatskanzlei Sachsen-Anhalt
- Jonas, Nikolaus (1902–1992), deutscher römisch-katholischer Geistlicher und Domherr in Trier
- Jonas, Oliver (* 1979), deutscher Eishockeytorwart
- Jonas, Paul (1830–1913), deutscher Jurist und Bankier
- Jonas, Paul (1850–1916), deutscher Rechtsanwalt
- Jonas, Pauline, Königsberger Autorin von Koch- und Hauswirtschaftsbüchern
- Jonáš, Pavol (1925–2008), tschechoslowakischer Politiker und Agrarfunktionär
- Jonas, Peter (* 1941), österreichischer Eiskunstläufer
- Jonas, Peter (1946–2020), britischer Kulturmanager und Intendant
- Jonas, Peter (* 1961), deutscher Mediziner und Neurophysiologe
- Jonas, Regina (1902–1944), deutsche Rabbinerin, als erste weltweitRegina Jonas (1902–1944)

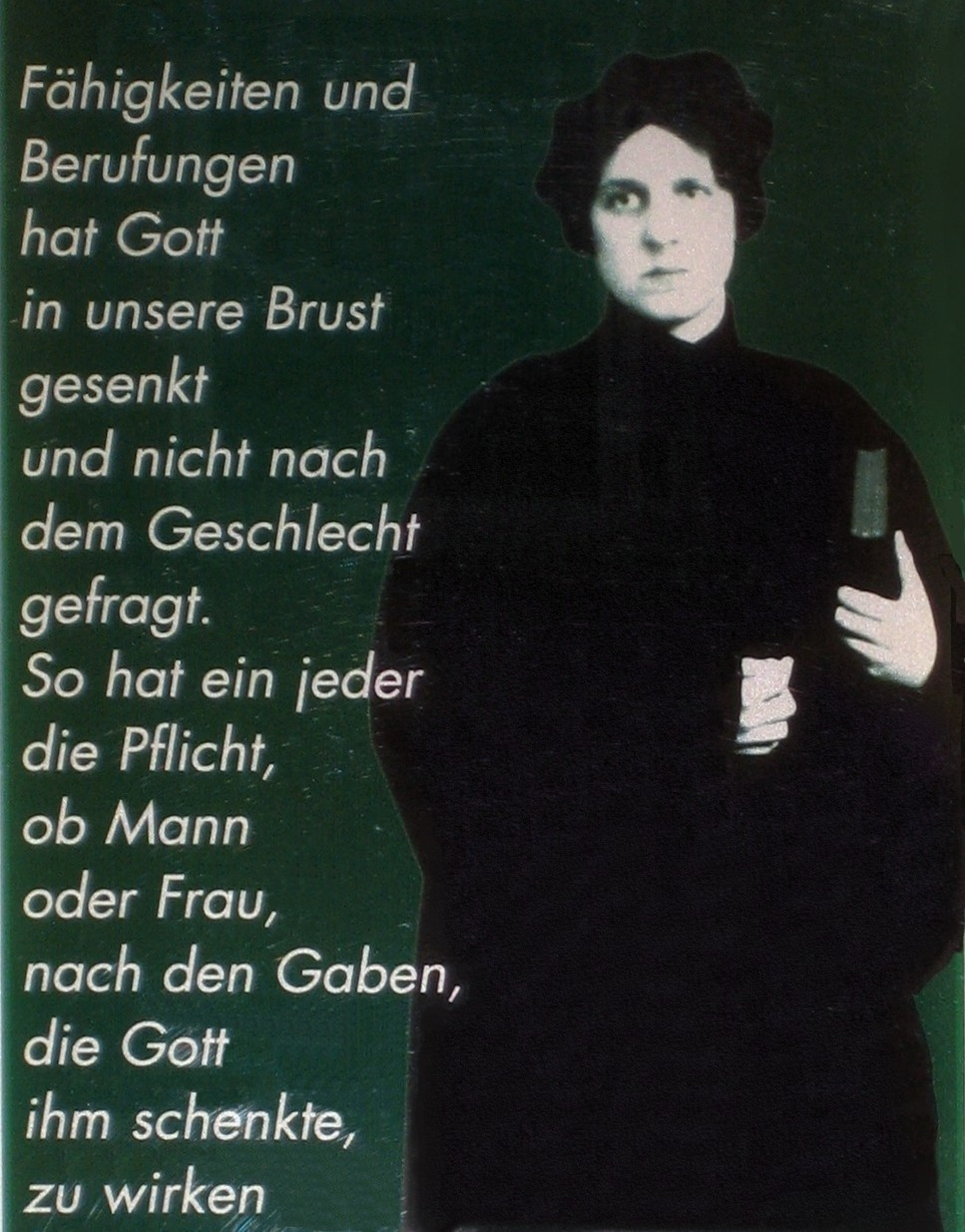
Regina Jonas (1902–1944)

- Jonás, Roberto (* 1967), andorranischer Fußballspieler
- Jonas, Rudolf (1907–1991), deutscher Meeresaquaristiker
- Jonas, Rudolf (1909–1962), österreichischer Arzt, Bergsteiger, Autor
- Jonas, Stefan (* 1965), deutscher Filmregisseur und Filmproduzent
- Jónás, Tamás (* 1973), ungarischer Schriftsteller
- Jonas, Ted, US-amerikanischer Schauspieler, Synchronsprecher und Filmschaffender
- Jonas, Uwe (* 1966), deutscher Bildhauer und Maler
- Jonas, Valentin (1865–1928), Bürgermeister, Mitglied des Provinziallandtages der Provinz Hessen-Nassau
- Jonas, Walter (1900–1965), deutscher Drehbuchautor und Dramaturg
- Jonas, Walter (1910–1979), Schweizer Maler
- Jonas, Walter (* 1961), deutscher Verwaltungsjurist, Regierungspräsident der Oberpfalz
- Jonas, Wolfgang (1926–2010), deutscher Wirtschaftshistoriker
- Jonas, Wolfgang (* 1953), deutscher Designtheoretiker
- Jonas-Lichtenwallner, Johanna (1914–2002), österreichische Schriftstellerin
- Jonas-Rosenzweig, Helen (1925–2018), polnische Holocaust-Überlebende
- Jonas-Stockhausen, Ella (1883–1967), deutsche Pianistin und Musikpädagogin
- Jonāss, Emīls Kristofers (* 2001), lettischer Leichtathlet
- Jonass, Margarethe (* 1890), deutsche Ärztin
- Jonassaint, Émile (1913–1995), haitianischer Richter, Politiker und kommissarischer Präsident von Haiti
- Jonassen, Hagbard (1903–1977), dänischer Botaniker
- Jonassen, Jess (* 1992), australische Cricketspielerin
- Jonassen, Kenneth (* 1974), dänischer Badmintonspieler
- Jonassen, Vilde Kaurin (* 1992), norwegische Handballspielerin
- Jonasson, Andrea (* 1942), deutsche Schauspielerin
- Jonasson, Bengt, schwedischer Poolbillardspieler
- Jonasson, Emanuel (1886–1956), schwedischer Komponist und Musiker
- Jonasson, Jonas (* 1961), schwedischer Journalist und SchriftstellerJonas Jonasson (* 1961)

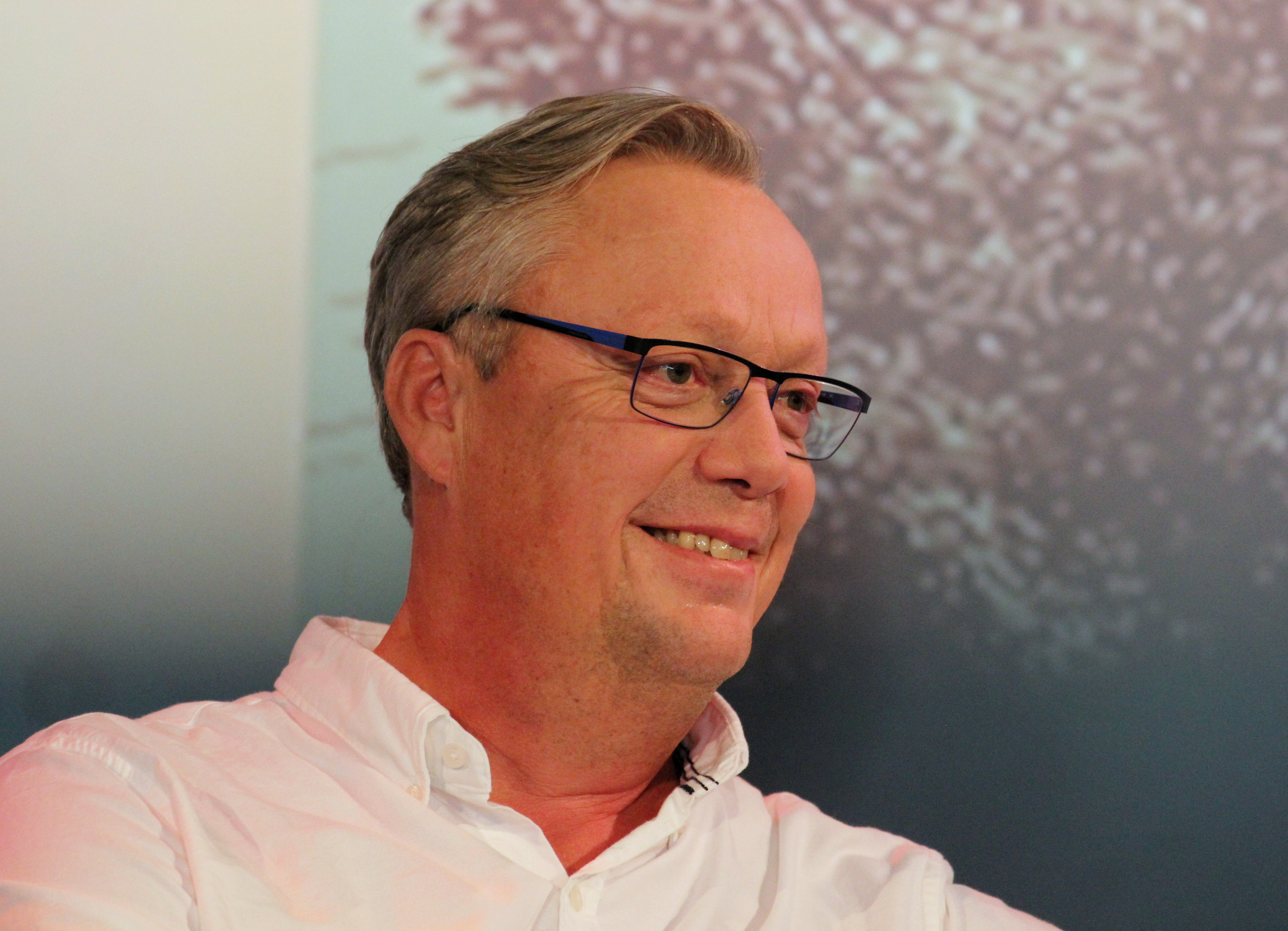
Jonas Jonasson (* 1961)

- Jonasson, Niclas (* 1976), schwedischer Orientierungsläufer
- Jonasson, Sven (1909–1984), schwedischer Fußballspieler
- Jonasz, Michel (* 1947), französischer Sänger und Songschreiber

### Jonat
- Jonat, Walter (* 1949), deutscher Gynäkologe und Geburtshelfer
- Jonatan, jüdischer Gelehrter (Tannait)
- Jonatan († 143 v. Chr.), jüdischer Widerstandskämpfer, Herrscher Judäas
- Jonatan ben Eleasar, jüdischer Schriftgelehrter
- Jonatan ben Usiel, jüdischer Gelehrter des Altertums
- Jonatan, Hans (1784–1827), crucianischer Sklave und isländischer Bürger
- Jonath, Arthur (1909–1963), deutscher Leichtathlet
- Jonath, Ulrich (1926–2022), deutscher Leichtathletiktrainer
- Jonathan († 1210), schottischer Geistlicher
- Jonathan, Alaba (* 1992), nigerianische Fußballspielerin
- Jonathan, Cedric (* 1988), US-amerikanischer Schauspieler und Model
- Jonathan, Goodluck (* 1957), nigerianischer PolitikerGoodluck Jonathan (* 1957)

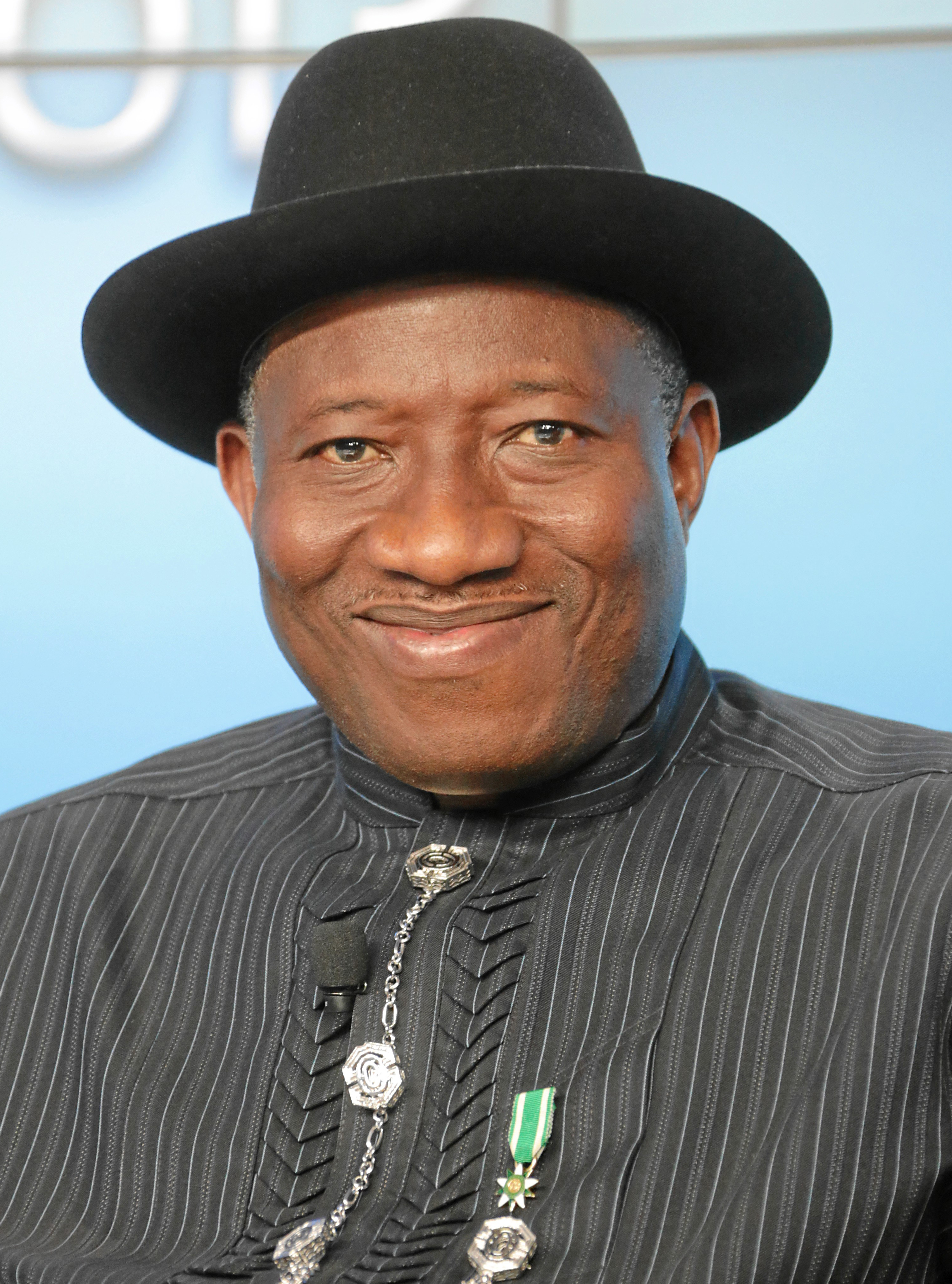
Goodluck Jonathan (* 1957)

- Jonathan, Joyce (* 1989), französische Sängerin und Songschreiberin
- Jonathan, Leabua (1914–1987), lesothischer Politiker, Premierminister Lesothos
- Jonathan, Stan (* 1955), kanadischer Eishockeyspieler
- Jonathan, Wesley (* 1978), US-amerikanischer Schauspieler
- Jonathans, David (* 2004), luxemburgischer Fußballspieler
- Jonathans, Lotte (* 1977), niederländische Badmintonspielerin
- Jonathansen, Erinartêĸ (* 1940), grönländischer Landesrat
- Jonathansen, Jonas (* 1887), grönländischer Landesrat
- Jonathas (* 1989), brasilianischer Fußballspieler
- Jonathas, Wadeline (* 1998), amerikanische Leichtathletin

### Jonau
- Jonauskas, Linas (* 1979), litauischer Politiker